# Philip Wylie
Philip Gordon Wylie (12 de maio de 1902 – 25 de outubro de 1971) foi um escritor norte-americano cujas obras variavam entre ficção científica pulp, mistério, diatribes sociais e sátiras, até temas como ecologia e a ameaça de holocausto nuclear.

## Vida e carreira iniciais
Nascido em Beverly, Massachusetts, Wylie era filho do ministro presbiteriano Edmund Melville Wylie e de Edna Edwards, uma romancista que faleceu quando Philip tinha cinco anos de idade. Sua família mais tarde mudou-se para Montclair, Nova Jersey.
Wylie frequentou a Universidade de Princeton de 1920 a 1923.
Escrevendo tanto ficção quanto não ficção, Wylie produziu centenas de artigos, romances, séries, contos, colunas de jornal sindicalizadas e obras de crítica social. Também escreveu roteiros em Hollywood, foi editor na Farrar & Rinehart, atuou no Conselho de Defesa do Condado de Dade, Flórida, foi diretor do Laboratório Marinho Lerner e, em determinado momento, conselheiro do presidente do Comitê Conjunto do Congresso para Energia Atômica, o que levou à criação da Comissão de Energia Atômica. A maioria dos escritos importantes de Wylie contém visões críticas , embora frequentemente filosóficas sobre o ser humano e a sociedade, resultado de seus estudos e interesses em biologia, etnologia, física e psicologia.
Dezesseis filmes foram baseados em roteiros, romances ou histórias escritas por Wylie. Ele vendeu os direitos de outros dois que nunca foram produzidos.
O amplo espectro de interesses de Wylie desafia uma classificação simples, mas suas primeiras obras exerceram grande influência nas revistas pulp de ficção científica e nos quadrinhos do século XX: 
- Gladiator (1930), pode ter servido parcialmente de inspiração para o personagem de quadrinhos Superman,  The Savage Gentleman (1932), "Historiadores de pulp apontam que os temas de The Savage Gentleman são replicados de forma surpreendente no personagem pulp Clark 'Doc' Savage (1933), criado por Lester Dent..."  Richard A. Lupoff e When Worlds Collide (1933), coescrito com Edwin Balmer, teria inspirado a tira de quadrinhos Flash Gordon de Alex Raymond e foi adaptado como filme homônimo em 1951 pelo produtor George Pal.[2]

Wylie aplicava princípios da engenharia e o método científico de forma ampla em seu trabalho. Seu romance The Disappearance (1951) trata do que acontece quando todos descobrem que os membros do sexo oposto desapareceram (os homens precisam viver sem as mulheres, e vice-versa). O livro mergulha nos padrões duplos entre homens e mulheres que existiam antes do movimento feminista da década de 1970, explorando a natureza dos relacionamentos e questões de direitos das mulheres e homossexualidade.
Durante a Segunda Guerra Mundial, ao escrever The Paradise Crater (1945), Wylie foi colocado em prisão domiciliar pelo governo federal; nessa obra, ele descrevia uma conspiração nazista de 1965 para desenvolver e usar bombas de urânio-237, meses antes do primeiro teste atômico bem-sucedido em Alamogordo, que era o segredo mais bem guardado da guerra. Seu livro de ensaios Generation of Vipers (1942) foi um best-seller nos anos 1940 e popularizou o termo “Momism”. Algumas pessoas acusaram Generation of Vipers de ser misógino. Contudo, The Disappearance mostra que seu pensamento sobre o assunto era muito mais complexo. (Sua única filha, Karen Pryor, autora de um clássico para mães que amamentam :Nursing Your Baby, comentou que seu pai estava longe de ser misógino.) Seu romance de costumes, Finnley Wren, também foi bastante aclamado em sua época.
Em 1945, ele escreveu uma coluna política para o New York Post.
Wylie escreveu 69 histórias de “Crunch and Des”, a maioria publicada na Saturday Evening Post, sobre as aventuras do Capitão Crunch Adams, comandante do barco de aluguel Poseidon,  base para uma breve série televisiva. Em 1941, Wylie tornou-se vice-presidente da International Game Fish Association e, por muitos anos, foi responsável por escrever as regras da associação e revisar reivindicações de recordes mundiais.
Seu romance Tomorrow! (1954) abordava graficamente o impacto civil da guerra termonuclear para defender uma forte rede de Defesa Civil nos Estados Unidos, contando a história de duas cidades vizinhas (uma preparada, outra não) antes e depois de um ataque de bombardeiros soviéticos com mísseis. Isso foi adaptado em 17 de outubro de 1956 pela ABC Radio como um drama de uma hora narrado por Orson Welles, em cooperação com a Administração Federal de Defesa Civil.
Wylie também escreveu novelas de detetive e mistério para várias revistas. Cinco delas foram reunidas em 2010 sob o título Ten Thousand Blunt Instruments and Other Mysteries, publicado pela Crippen & Landru em sua série “Lost Classics” e editado por Bill Pronzini.
Um artigo de Wylie publicado em 1951 na Saturday Evening Post, intitulado “Anyone Can Raise Orchids”, popularizou esse hobby  não apenas entre os ricos, mas também entre jardineiros de todas as classes sociais.
As últimas obras de Wylie abordaram os efeitos potencialmente catastróficos da poluição e das mudanças climáticas. Em especial, Wylie escreveu “L.A. 2017”, um episódio da série The Name of the Game (1971). A série era normalmente um drama contemporâneo, mas este episódio de ficção científica mostrava o protagonista acordando em uma distopia psiquiátrica/fascista, nos restos subterrâneos da humanidade após uma catástrofe ambiental (poluição). O episódio de 90 minutos foi dirigido por Steven Spielberg e estrelado por Gene Barry, Barry Sullivan, Edmond O’Brien, Severn Darden e Sharon Farrell. Wylie escreveu uma novelização simultânea da história com o título Los Angeles: A.D. 2017.
Seu último romance, The End of the Dream, foi publicado postumamente em 1972 e prevê um futuro sombrio no qual os Estados Unidos mergulham em catástrofe ecológica.
Wylie e agora seu espólio , é representado pela Harold Ober Associates.

## Vida Pessoal
Philip Wylie casou-se com Sally Ondek, com quem teve uma filha, Karen Pryor, autora e pioneira no treinamento de animais com clicker. Após o divórcio, casou-se com Frederica Ballard, natural de Rushford, Nova York. Ambos estão sepultados em Rushford.
Sua sobrinha, Janice Wylie, filha de seu irmão Max Wylie, co-criador de The Flying Nun, foi assassinada em agosto de 1963, juntamente com sua colega de quarto Emily Hoffert, em um caso conhecido como Career Girls Murders.

## Morte
Philip Wylie faleceu em 25 de outubro de 1971, aos 69 anos, em Miami, Flórida. Continuou escrevendo até seus últimos anos, e sua influência permanece visível na ficção especulativa e no pensamento crítico norte-americano.

## Filmes baseados em suas obras
- When Worlds Collide (1951)

Baseado no romance homônimo escrito com Edwin Balmer. Ganhador do Oscar de efeitos especiais, retrata a evacuação da Terra após a aproximação de um planeta destrutivo.
- Night Unto Night (1949)

Adaptação do romance de mesmo nome, estrelado por Ronald Reagan. Mistura drama e elementos sobrenaturais, com temática existencialista.
Outras obras, como The Disappearance, chegaram a ter os direitos comprados para adaptação, mas nunca foram filmadas.